# Джийн Симънс (актриса)
 Тази статия е за актрисата.  За музиканта вижте Джийн Симънс (музикант).  
Джийн Симънс (на английски: Jean Simmons) е британска актриса и певица. 

## Биография
Джийн Симънс е родена на 31 януари 1929 година в Ислингтън, Лондон  от Чарлз Симънс, бронзов медалист по гимнастика на летните олимпийски игри през 1912 г., и съпругата му Уинифред Ада (родена Ловеланд). Джийн е най-малкото от четирите деца, с братя и сестри Лорна, Харолд и Една. Започва да играе от 14-годишна възраст. 
По време на Втората световна война семейството на Симънс е евакуирано в Уинскомб, Съмърсет.  Баща ѝ е учител по физическо възпитание,  преподава за кратко в училището Сидкот. През този период Симънс следва най-голямата си сестра, играе на сцената на селото и пее популярни песни. В този момент нейната амбиция е да стане акробатичен танцьор. 

### Кариера
Джийн Симънс се появява предимно във филми, започвайки с направени във Великобритания по време и след Втората световна война, последвани главно от холивудски филми от 1950 г. нататък. 
Номинирана е за Оскар за най-добра поддържаща женска роля за „Хамлет“ (1948) и печели награда Златен глобус за най-добра актриса в мюзикъл или комедия за „Момчета и кукли“ (1955). Другите ѝ участия във филми включват „Младата Бес“ (1953), „Плащеницата“ (1953), „Елмър Гентри“ (1960), „Спартак“ (1960). За филма „Щастливият край“ (1969), тя е номинирана за наградата на Оскар за най-добра женска роля. Тя печели и награда Еми за минисериала „Птиците умират сами“ (1983).

### Личен живот
Симънс се омъжва и се развежда два пъти. На 21 години тя се омъжва за Стюарт Грейнджър в Тусон, Аризона на 20 декември 1950 г.  През 1956 г. Грейнджър и тя стават граждани на САЩ.  През същата година се ражда дъщеря им Трейси Грейнджър. Двойката се развежда през 1960 г. 
На 1 ноември 1960 г. Симънс се омъжва за режисьора Ричард Брукс,  дъщеря им Кейт Брукс е родена година по-късно през 1961 г. Симънс и Брукс се развеждат през 1980 г. Въпреки че и двамата ѝ мъже са значително по-възрастни от Симънс, тя отрича да търси фигурата на баща. Баща ѝ е починал, когато тя е само на 16.
Тя има две дъщери, Трейси Грейнджър (която работи като филмов редактор от 1990 г.) и Кейт Брукс (асистент и продуцент на телевизионна продукция), по една от всеки брак. Имената им свидетелстват за приятелството на Симънс със Спенсър Трейси  и Катрин Хепбърн. Симънс се премества в Източното крайбрежие на САЩ в края на 70-те години, за кратко притежавайки дом в Ню Милфорд, Кънектикът. По-късно тя се завръща в Калифорния, установявайки се в Санта Моника, където живее до смъртта си.

### Смърт
Симънс умира от рак на белия дроб в дома си в Санта Моника на 22 януари 2010 г., девет дни преди 81-вия си рожден ден. Погребена е в гробището Хайгейт, Лондон. 

## Избрана филмография
| година | филм                          | оригинално заглавие           | роля                                | режисьор        |
| ------ | ----------------------------- | ----------------------------- | ----------------------------------- | --------------- |
| 1946   | „Големите надежди“            | Great Expectations            | Естела като момиче                  | Дейвид Лийн     |
| 1948   | „Хамлет“                      | Hamlet                        | Офелия                              | Лорънс Оливие   |
| 1958   | „Голямата страна“             | The Big Country               | Джули Марагон                       | Уилям Уайлър    |
| 1960   | „Спартак“                     | Spartacus                     | Вариния                             | Стенли Кубрик   |
| 1967   | „Бурна нощ в Джерико“         | Rough Night in Jericho!       | Моли Ланг                           | Арнолд Лейвън   |
| 1995   | „Американско сватбено одеяло“ | How To Make an American Quilt | Ем Рийд                             | Джослин Мурхаус |
| 2004   | „Подвижният замък на Хоуп“    | Howl's Moving Castle          | Възрастната Софи (английски дублаж) | Хаяо Миядзаки   |